# Bernard Crous
Bernard Crous (ur. 13 kwietnia 1989) – południowoafrykański lekkoatleta specjalizujący się w rzucie oszczepem.
Złoty medalista igrzysk młodzieży Afryki południowej (2005). W 2011 zajął jedenaste miejsce podczas uniwersjady oraz był drugi na igrzyskach afrykańskich. Medalista mistrzostw RPA – srebro w 2011.
Rekord życiowy: 77,80 (30 kwietnia 2011, Stellenbosch). 

## Osiągnięcia
| Rok  | Impreza              | Miejsce    | Pozycja     | Rezultat |
| ---- | -------------------- | ---------- | ----------- | -------- |
| 2011 | Uniwersjada          | Shenzhen   | 11. miejsce | 73,75    |
| 2011 | Igrzyska afrykańskie | Maputo     | 2. miejsce  | 72,68    |
| 2012 | Mistrzostwa Afryki   | Porto-Novo | 6. miejsce  | 62,77    |